# The Power Station (группа)
The Power Station (Па́уэр Стейшн) — супергруппа 1980-х годов, в которую входили певец Роберт Палмер, бывший ударник Chic Тони Томпсон и участники Duran Duran Джон Тейлор (бас-гитара) и Энди Тейлор (гитара). Кроме того, ещё один бывший участник Chic Бернард Эдвардс работал с группой в студии в качестве музыкального продюсера, выполнял (короткое время) обязанности менеджера группы, и впоследствии — на записи второго альбома — заменил Джона Тейлора на бас-гитаре.
Группа была сформирована в Нью-Йорке, в конце 1984 года во время перерыва в активности группы Duran Duran, превратившегося в длительный отпуск. Группа получила своё название от студии звукозаписи The Power Station (теперь Avatar Studios), где первый студийный альбом группы был задуман и записан.

## Дискография

### Альбомы
- The Power Station (1985) (US: 6-е место, UK: 12-е место[1] (золотой диск)[2], SWI: 16-е место[3], SWE: 38-е место[4])
- Living in Fear (1996)
- Best Of (2003)
- The Power Station: 20th Anniversary Edition (2005)

### Синглы
| Год                                                                           | Сингл                     | Наив. позиции в чартах | Наив. позиции в чартах | Наив. позиции в чартах | Наив. позиции в чартах | Наив. позиции в чартах | Наив. позиции в чартах | Наив. позиции в чартах | Наив. позиции в чартах | Наив. позиции в чартах | Наив. позиции в чартах | Альбом            |
| Год                                                                           | Сингл                     | UK                     | US                     | US Main                | US Dance               | AUT                    | BEL                    | CAN                    | GER                    | NED                    | SWI                    | Альбом            |
| ----------------------------------------------------------------------------- | ------------------------- | ---------------------- | ---------------------- | ---------------------- | ---------------------- | ---------------------- | ---------------------- | ---------------------- | ---------------------- | ---------------------- | ---------------------- | ----------------- |
| 1985                                                                          | «Some Like It Hot»        | 14                     | 6                      | 34                     | 17                     | 10                     | 6                      | 4                      | 16                     | 9                      | 13                     | The Power Station |
| 1985                                                                          | «Get It On (Bang A Gong)» | 22                     | 9                      | 19                     | —                      | —                      | —                      | —                      | 37                     | —                      | —                      | The Power Station |
| 1985                                                                          | «Communication»           | 75                     | 34                     | —                      | —                      | —                      | —                      | —                      | —                      | —                      | —                      | The Power Station |
| 1996                                                                          | «She Can Rock It»         | 63                     | —                      | —                      | —                      | —                      | —                      | —                      | —                      | —                      | —                      | Living in Fear    |
| «—» означает что сингл не был издан на данной территории или не попал в чарты |                           |                        |                        |                        |                        |                        |                        |                        |                        |                        |                        |                   |